# Dunia Gómez
Dunia Gómez Tirado (1983) es una deportista mexicana que compitió en acuatlón. Ganó una medalla de bronce en el Campeonato Mundial de Acuatlón de 2008.

## Palmarés internacional
| Campeonato Mundial | Campeonato Mundial | Campeonato Mundial | Campeonato Mundial |
| Año                | Lugar              | Medalla            | Prueba             |
| ------------------ | ------------------ | ------------------ | ------------------ |
| 2008               | Monterrey (México) | Medalla de bronce  | Individual         |